# Kwon Jin-young
Đây là một tên người Triều Tiên, họ là Kwon.
Kwon Jin-Young (tiếng Hàn: 권진영; sinh ngày 23 tháng 10 năm 1991) là một cầu thủ bóng đá Hàn Quốc thi đấu ở vị trí hậu vệ phải hay tiền vệ phòng ngự cho Busan IPark.

## Sự nghiệp
Kwon ra mắt cho Busan trong thất bại 1-0 trước Suwon Bluewings ngày 11 tháng 9 năm 2013. Năm 2015 anh gia nhập đội bóng quân đội Sangju Sangmu để thực hiện nghĩa vụ quân sự, và trở lại đội chủ quản năm 2017.

## Thống kê sự nghiệp câu lạc bộ
Tính đến 4 tháng 12 năm 2017
| Thành tích câu lạc bộ | Thành tích câu lạc bộ | Thành tích câu lạc bộ | Giải vô địch | Giải vô địch | Cúp     | Cúp       | Play-off | Play-off  | Tổng cộng | Tổng cộng |
| Mùa giải              | Câu lạc bộ            | Giải vô địch          | Số trận      | Bàn thắng    | Số trận | Bàn thắng | Số trận  | Bàn thắng | Số trận   | Bàn thắng |
| --------------------- | --------------------- | --------------------- | ------------ | ------------ | ------- | --------- | -------- | --------- | --------- | --------- |
| 2013                  | Busan IPark           | K League 1            | 3            | 0            | 0       | 0         | -        | -         | 3         | 0         |
| 2014                  | Busan IPark           | K League 1            | 6            | 0            | 0       | 0         | -        | -         | 6         | 0         |
| 2015                  | Sangju Sangmu         | K League 2            | 1            | 0            | 0       | 0         | 0        | 0         | 1         | 0         |
| 2016                  | Sangju Sangmu         | K League 1            | 6            | 0            | 0       | 0         | 0        | 0         | 6         | 0         |
| 2017                  | Busan IPark           | K League 2            | 13           | 1            | 3       | 0         | 0        | 0         | 16        | 1         |
| Tổng cộng sự nghiệp   | Tổng cộng sự nghiệp   | Tổng cộng sự nghiệp   | 29           | 1            | 3       | 0         | 0        | 0         | 32        | 1         |